# Pfriemschnecken

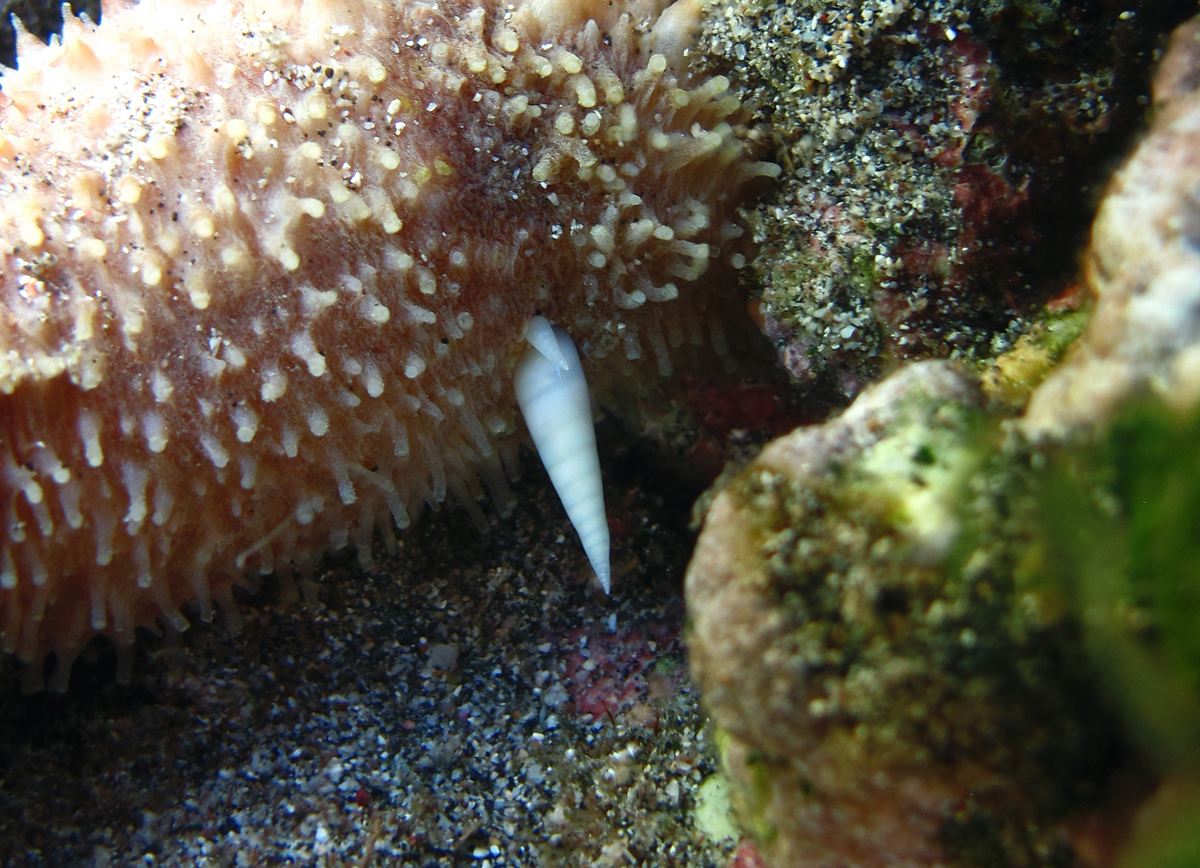
Parasitische Schnecken, vielleicht Melanella sp., an einer jungen Holothuria verrucosa

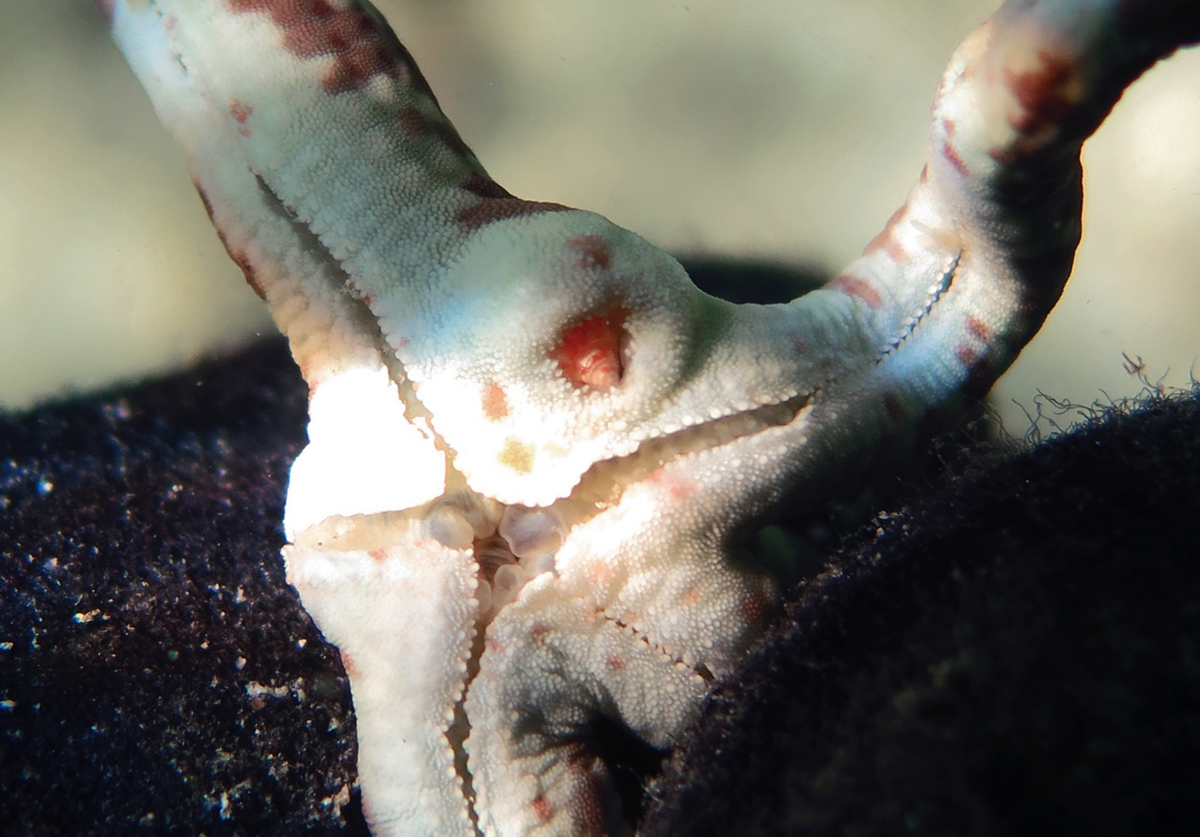
Stilifer linckiae parasitiert in Linckia multifora unter Gallenbildung, Réunion

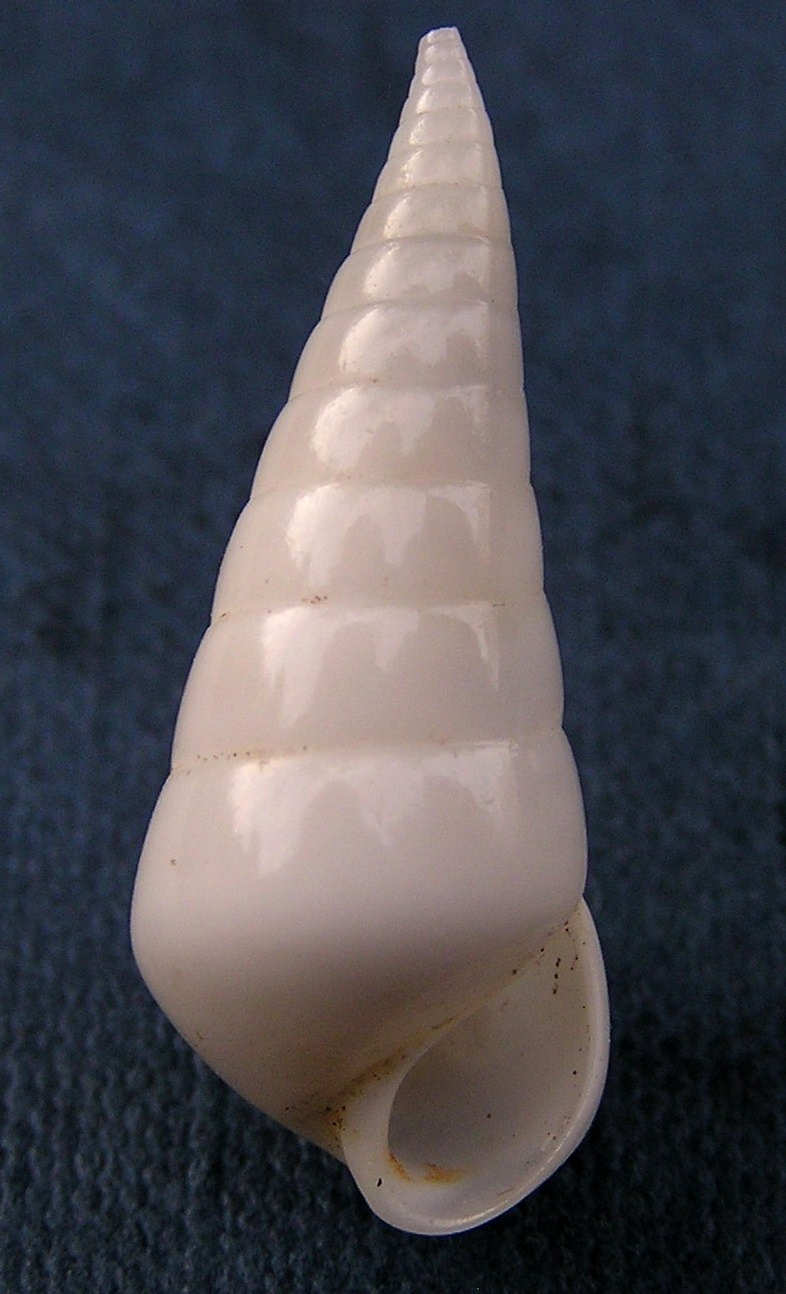
Gehäuse von Melanella candida

Die Pfriemschnecken (Eulimidae) sind eine artenreiche Familie sehr kleiner bis kleiner, ausschließlich mariner Schnecken, die weltweit verbreitet sind. Sie leben als Ektoparasiten, seltener als Endoparasiten, fast ausschließlich an bzw. in Stachelhäutern.

## Merkmale
Die rechtsgewundenen, verlängert kegelförmigen oder spindelförmigen Gehäuse der Eulimidae haben eine glatte, stark glänzende Oberfläche und ein ausgezogenes Gewinde mit zahlreichen flachen, flachseitigen Umgängen. Die eiförmige Gehäusemündung hat einen nicht verbundenen Mundsaum. Die Spindel ist nicht gezähnt. Bei den meisten Arten werden die Gehäuse nicht länger als 5 mm, bei manchen Arten bis 14 mm.
Die meist weitgehend farblosen Gehäuse sind beim lebenden Tier und im frischen Zustand durchscheinend, so dass man innere Strukturen des Hauses und des Tieres sieht. Am Gewinde sind beim Anblick innere Abgrenzungen der Umgänge, so genannte falsche Nähte zu sehen. Zur Ansicht der eigentlichen Nähte benötigt man an der Oberfläche reflektiertes Licht. Gleiches gilt für das Ansehen der nur schwach ausgeprägten Skulpturierung: Zuwachsstreifen und spiralig verlaufende Linien.
Das hornige Operculum hat nur wenige Windungen.
Die Schnecken haben lange, schlanke, zylindrische Fühler und eine lange, ausfahrbare Proboscis, die sie in ihre Wirtstiere bohren. Eine Radula fehlt (daher die älteren Bezeichnungen Aglossa und Gymnoglossa). Der Fuß ist vorne mit einer großen vorderen Schleimdrüse versehen. Bei weniger stark abgeleiteten Eulimidae ist der Fuß lang und schlank mit einem wohl entwickelten Propodium. Viele Arten der Familie haben um ihren Mund herum eine kragenartige Ausstülpung, das Pseudopallium (Scheinmantel), das bei einigen endoparasitischen Schnecken das gesamte Schneckenhaus bedecken kann.
Die Morphologie der Schnecken variiert in dieser Familie recht stark je nach Wirtstier, bei dem es sich in der Regel um eine Art der Seegurken, Seeigel, Seesterne oder Schlangensterne handelt. Die Schnecke ist meist dauerhaft durch ihre Schnauze oder Proboscis an ihrem Wirt verankert.
Die Schnecken sind getrenntgeschlechtlich mit innerer Befruchtung. Viele Vertreter der Familie zeigen einen ausgeprägten Sexualdimorphismus, bei dem die Männchen ein Zehntel bis 0,7-mal so groß wie die Weibchen sind. Aus den Eiern schlüpfen in den meisten Fällen Veliger-Larven, die eine längere Phase als Zooplankton durchmachen und sich dabei von Plankton ernähren. Es gibt jedoch auch Arten mit direkter Entwicklung, bei denen die Embryonen mit Dotter ernährt werden und aus den Eikapseln fertige Schnecken schlüpfen. In der Gattung Melanella kommen beide Entwicklungstypen vor.

## Vorkommen, Verbreitung und Artbeispiele mit Wirtstieren
Die Eulimidae sind in allen tropischen, subtropischen, gemäßigten, arktischen und antarktischen Meeren verbreitet. Sie leben sowohl in flachem Wasser als auch in großen Tiefen bis hin ins Abyssal.
In der Nordsee lebt unter anderem Eulima bilineata, die an Schlangensternen (Ophiothrix fragilis, Ophiactis balli, Ophiopholis aculeata) saugt. Ein weiterer Ektoparasit an Schlangensternen ist die im Mittelmeer und im östlichen Atlantischer Ozean bis zu den Britischen Inseln verbreitete Eulima glabra. Die an den Galápagos-Inseln lebende Eulima encopicola parasitiert am Sanddollar Encope micropora. Die Schnecken der Gattung Echineulima leben an Seeigeln, so die um Réunion lebende Echineulima eburnea an Heterocentrotus trigonarius. Curveulima shoplandi ist wiederum an der Unterseite des im Indopazifik häufigen Knotigen Walzenseesterns (Protoreaster nodosus) zu finden. Vertreter der Gattung Parvioris leben ausschließlich an Seesternen, während Schnecken der Gattung Melanella an Seegurken parasitieren, so die auch in der Nordsee lebenden Melanella lubrica und Melanella alba – letztere unter anderem an Neopentadactyla mixta – sowie die im Mittelmeer und Ostatlantik verbreitete Melanella polita an verschiedenen Holothurien. In der Gattung Vitreolina kommt Parasitismus sowohl an Seeigeln als auch Schlangensternen und Seegurken vor. Die auch in der Deutschen Bucht und der Ostsee anzutreffende Vitreolina philippi scheint im Mittelmeer den Steinseeigel (Paracentrotus lividus) vorzuziehen, doch ist sie auch auf dem Strandseeigel (Psammechinus miliaris) anzutreffen. Die Schnecken der Gattungen Thyca und Stilifer befallen Seesterne, erstere als Ektoparasiten und letztere als teilweise Endoparasiten. Der Kometenstern (Linckia multifora) des Indopazifiks wird gleich von drei häufigen Parasiten aus der Familie Eulimidae befallen: Während Thyca ectoconcha und Thyca crystallina an der Unterseite des Seesterns auf der Haut sitzen und diese als Ektoparasit mit ihrer Proboscis durchbohren, dringt Stilifer linckiae ganz in den Seestern ein und lebt als Endoparasit geschützt in einem Arm unter der Haut, die zu einer Galle anschwillt, wobei die Schnecke durch eine Öffnung noch Zugang zum Außenwasser hat. Im sonnensternartigen Seestern Heliaster cumingi parasitiert in ähnlicher Weise die Schnecke Stilifer astericola. Eine Ausnahme hinsichtlich des Wirtstiers bildet innerhalb der Eulimidae die in Malaysia gefundene Echiuroidicola cicatricosa, die am Igelwurm Ochetostoma erythrogrammon parasitiert.
Gänzlich an eine endoparasitäre Lebensweise angepasst ist Entoconcha mirabilis, die in der Klettenholothurie Oestergrenia digitata im Mittelmeer lebt. Nur das Jungtier ist noch als Schnecke erkennbar, das adulte Weibchen dagegen hat die Gestalt eines einfachen Schlauchs. Die Biologie dieser Schnecke wurde im 19. Jahrhundert zunächst von Johannes Peter Müller und sodann Albert Baur untersucht. Ähnlich weit an ein Leben als Endoparasit angepasst sind die Schnecken der Gattungen Entocolax und Enteroxenos, die ebenfalls in Seegurken leben, so beispielsweise Entocolax ludwigii, die in der Seegurkenart Myriotrochus rinkii parasitiert. Ebenfalls ganz endoparasitisch, jedoch in Seesternen, sind die Schnecken der Gattung Asterophila mit der im Westpazifik häufigen Art Asterophila japonica, die sich in verschiedenen Seesternarten findet, darunter in Leptychaster anomalus und Ctenodiscus crispatus.

## Systematik
Nach Bouchet und Rocroi (2005) bildet die Familie Eulimidae mit der Familie Aclididae G.O. Sars, 1878 die Überfamilie Eulimoidea. Die Familie Eulimidae hat mehrere hundert Arten in etwa 101 Gattungen.
- Acrochalix Bouchet & Warén, 1986
- Amamibalcis Kuroda & Habe, 1950
- Annulobalcis Habe, 1965
- Apicalia A. Adams, 1862
- Arcuella G. Nevill & H. Nevill, 1874
- Asterolamia Warén, 1980
- Asterophila Randall & Heath, 1912
- Auriculigerina Dautzenberg, 1925
- Bacula H. Adams & A. Adams, 1863
- Batheulima F. Nordsieck, 1968
- Bathycrinicola Bouchet & Warén, 1986
- Bulimeulima Bouchet & Warén, 1986
- Campylorhaphion Bouchet & Warén, 1986
- Chileutomia Tate & Cossman, 1898
- Clypeastericola Warén, 1994
- Coenaculum Iredale, 1924
- Concavibalcis Warén, 1980
- Costaclis Bartsch, 1947
- Crinolamia Bouchet & Warén, 1979
- Crinophtheiros Bouchet & Warén, 1986
- Curveulima Laseron, 1955
- Cythnia Carpenter, 1864
- Diacolax Mandahl-Barth, 1946
- Echineulima Lützen & Nielsen, 1975
- Echiuroidicola Warén, 1980
- Enteroxenos Bonnevie, 1902
- Entocolax Voigt, 1888
- Entoconcha J. Müller, 1852, einzige Art: Entoconcha mirabilis J. Müller, 1852
- Ersilia Monterosato, 1872
- Eulima Risso, 1826
- Eulimostraca Bartsch, 1917
- Eulitoma Laseron, 1955
- Fuscapex Warén, 1981
- Fusceulima Laseron, 1955
- Gasterosiphon Koehler & Vaney, 1905
- Goodingia Lützen, 1972
- Goriella Moolenbeek, 2008
- Goubinia Dautzenberg, 1923
- Haliella Monterosato, 1878
- Halielloides Bouchet & Warén, 1986
- Hebeulima Laseron, 1955
- Hemiaclis G.O. Sars, 1878
- Hemiliostraca Pilsbry, 1917
- Hoenselaaria Moolenbeek, 2009
- Hoplopteron P. Fischer, 1876
- Hypermastus Pilsbry, 1899
- Megadenus Rosén, 1910
- Melanella Bowdich, 1822
- Microeulima Waren, 1992
- Molpadicola Grusov, 1957
- Monogamus Lützen, 1976
- Mucronalia A. Adams, 1860
- Nanobalcis Waren & Mifsud, 1990
- Niso Risso, 1826
- Oceanida de Folin, 1870
- Ophieulima Warén & Sibuet, 1981
- Ophioarachnicola Warén, 1980
- Ophiolamia Warén & Carney, 1981
- Paedophoropus Ivanov, 1933
- Paramegadenus Humphreys & Lützen, 1972
- Parastilbe Cossmann, 1900
- Parvioris Warén, 1981
- Peasistilifer Warén, 1980
- Pelseneeria Koehler & Vaney, 1908
- Pictobalcis Laseron, 1955
- Pisolamia Bouchet & Lützen, 1976
- Polygireulima Sacco, 1892
- Prostilifer Warén, 1980
- Pseudosabinella McLean, 1995
- Pulicicochlea Ponder & Gooding, 1978
- Punctifera Warén, 1981
- Pyramidelloides Nevill 1884
- Rectilabrum Bouchet & Warén, 1986
- Robillardia E.A. Smith, 1889
- Sabinella Monterosato, 1890
- Scalaribalcis Warén, 1980
- Scalenostoma Deshayes, 1863
- Sticteulima Laseron, 1955
- Stilapex Iredale, 1925
- Stilifer Broderip [in Broderip & Sowerby], 1832
- Subniso McLean, 2000
- Thyca H. Adams & A. Adams, 1854
- Thyonicola Mandahl-Barth, 1941
- Trochostilifer Warén, 1980
- Tropiometricola Warén, 1981
- Turveria Berry, 1956
- Umbilibalcis Bouchet & Waren, 1986
- Vitreobalcis Warén, 1980
- Vitreolina Monterosato, 1884

Die Familie Entoconchidae Keferstein 1864, in der von manchen Autoren die Gattungen Entoconcha und Entocolax zusammengefasst werden, ist laut Bouchet ein Synonym von Eulimidae.